# Högsbotorp

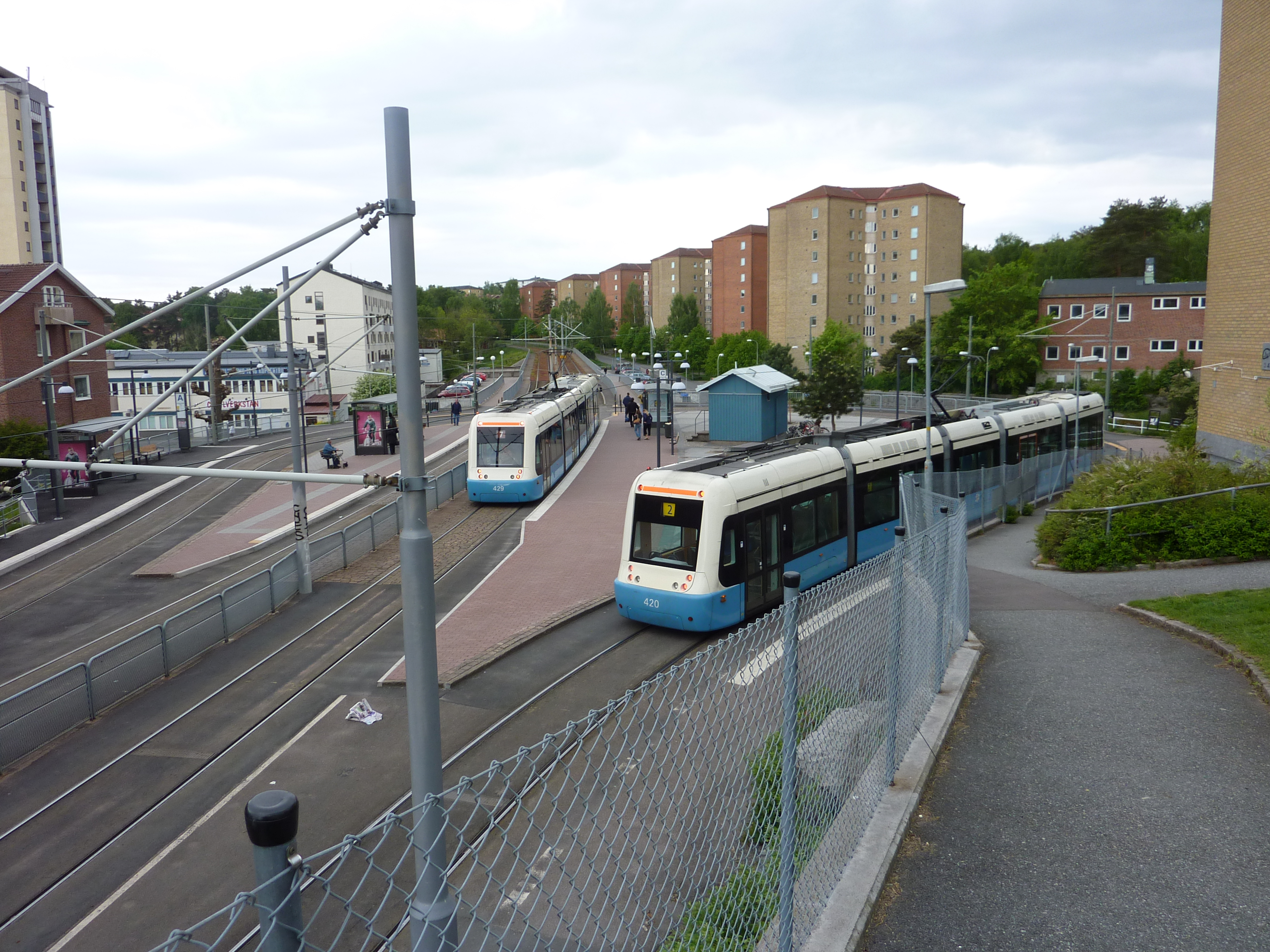
Axel Dahlströms torg.

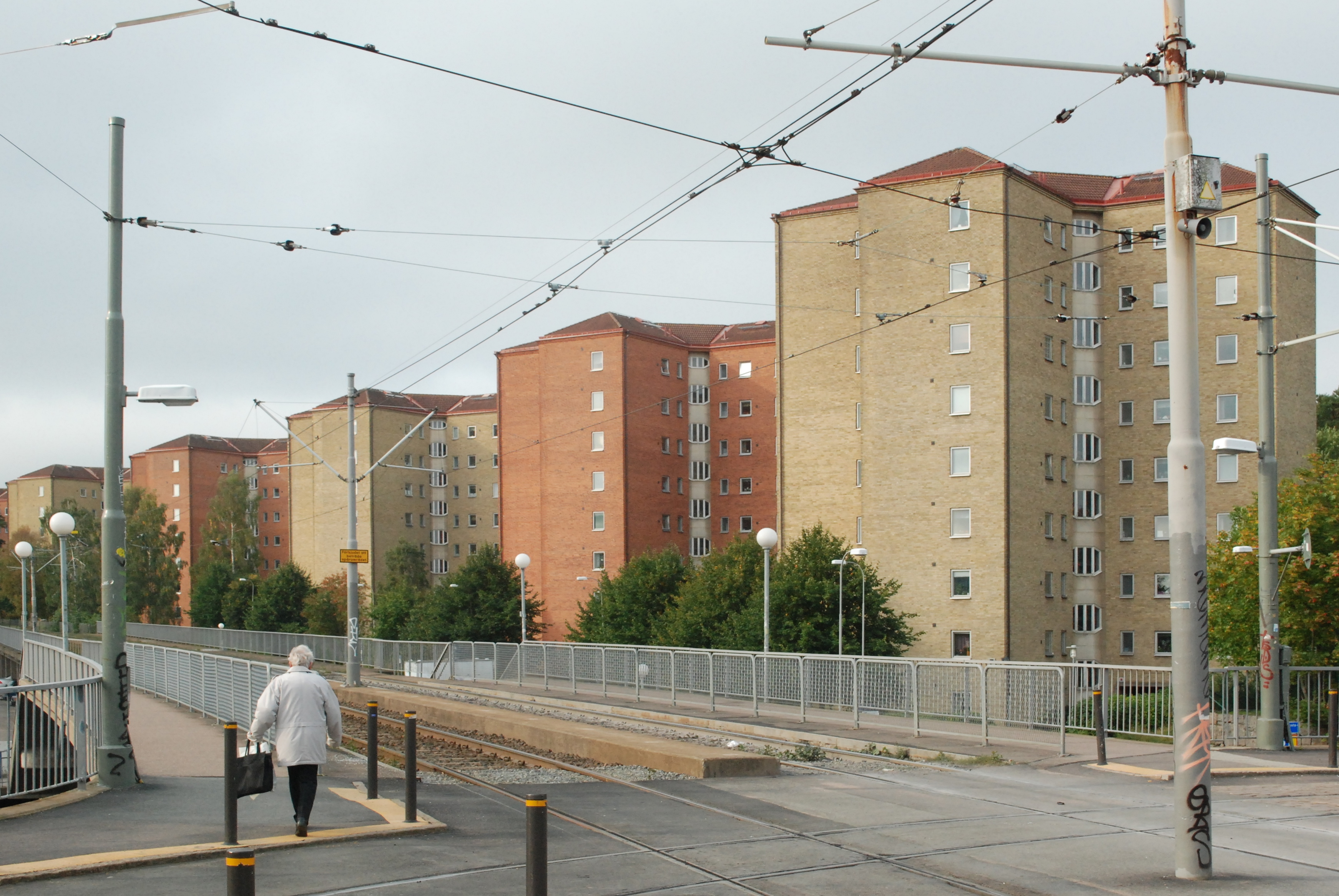
Bankogatan från Axel Dahlströms torg.

Högsbotorp är ett primärområde i stadsområde Sydväst i Göteborgs kommun, beläget i stadsdelen Högsbo i sydvästra Göteborg.

## Historia
Högsbo var tidigare jordbruksmark och inkorporerades med Göteborg 1945 samtidigt som övriga Västra Frölunda landskommun. Stadsdelen är namngiven efter den torpbebyggelse som fanns här i början av 1900-talet och som revs för att ge plats åt den nya stadsdelen. Med få undantag är gatorna namngivna efter myntslag och mynttyper.

## Bebyggelse
Högsbotorp blev Västra Frölundas  första moderna stadsdel. Många privata byggmästare byggde hus i området, men dessa vill inte själva förvalta husen. Bostadsbolaget Familjebostäder äger därför många av husen.

### Axel Dahlströms Torg
Området utgörs av bebyggelsen kring Axel Dahlströms torg med köpcentrum, folkbibliotek, kyrka och äldreboendet Högsbotorphemmet. Bostadsområdet med omkring 1900 lägenheter i 3–8 våningars lamellhus tillkom 1951–1954.

### Frölundaborg
Till primärområdet Högsbotorp räknas också Frölundaborg, området mellan Marklandsgatan och Kapplandsgatan, där tidigare Högsbokolonien låg. Här byggdes åren 1962–1964 omkring 2 000 lägenheter i 3- och 8-våningars lamellhus.

### Villaområdena
Till Högsbotorp räknas även de båda villaområdena i Frölundaborg belägna väster om Dag Hammarskjöldsleden.

## Nyckeltal

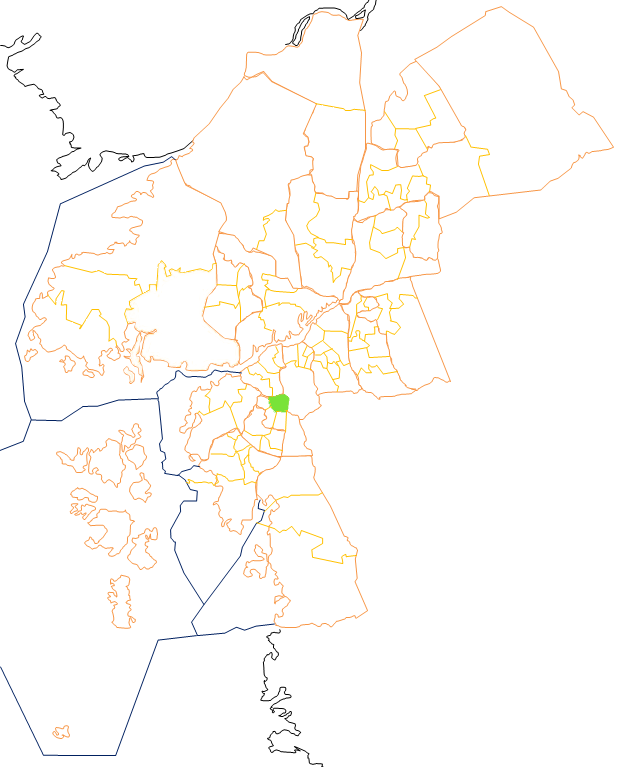
Högsbotorp

Nyckeltalen redovisar statistik som beskriver Göteborg och dess 96 delområden, primärområden, per den 31 december och kan användas för att jämföra de olika områdena. Nedan redovisas uppgifter för primärområdet och jämförelse görs mot uppgifterna för hela kommunen.
|                                                           | Högsbotorp | Hela Göteborg |
| --------------------------------------------------------- | ---------- | ------------- |
| Folkmängd                                                 | 7 800      | 587 549       |
| Befolkningsförändring 2020–2021                           | +136       | +4 493        |
| Andel födda i utlandet                                    | 22,5 %     | 28,3 %        |
| Andel utrikes födda eller med två utrikes födda föräldrar | 28,7 %     | 38,1 %        |
| Medelinkomst                                              | 288 400 kr | 332 400 kr    |
| Arbetslöshet                                              | 5,5 %      | 6,6 %         |
| Antal ersatta dagar från F-kassan per person (16-64 år)   | 26,9       | 19,5          |
| Andel med eftergymnasial utbildning (minst 3 år)          | 42,6 %     | 37,9 %        |
| Andel bostäder byggda 1951–1960                           | 40,5 %     |               |
| Andel bostäder i allmännyttan                             | 40,0 %     | 25,9 %        |
| Antal färdigställda bostäder 2021                         | 171        |               |
| Andel bostäder i småhus                                   | 0,9 %      | 18,3 %        |

## Stadsområdes- och stadsdelsnämndstillhörighet
Primärområdet tillhörde fram till årsskiftet 2020/2021 stadsdelsnämndsområdet Askim-Frölunda-Högsbo och ingår sedan den 1 januari 2021 i stadsområde Sydväst.